# Ronnie Carroll
Ronnie Carroll (nome verdadeiro: Ronald Cleghorn (Belfast, Irlanda do Norte, 18 de agosto de 1934 - Londres, 13 de abril de 2015) é um cantor e empresário britânico da Irlanda do Norte.

## Carreira
Enquanto trabalhava no teatro de variedades ele conheceu a sua primeira esposa Millicent Martin. Conseguiu o seu primeiro sucesso em 1956 com "Walk Hand in Hand" pela Philips. Participou na seleção Reino Unido para o Festival Eurovisão da Canção 1960, mas não conseguiu vencer. Acabou por conseguir ser representante britânico no Festival Eurovisão da Canção 1962, com a canção "Ring-A-Ding Girl" que terminou em quarto lugar, a mesma posição que ele mesmo conseguiria em 1963 com a canção "Say Wonderful Things". Carroll foi o único cantor a representar o Reino Unido em  dois anos consecutivos. Este sucesso foi seguido por dois sucesso no Top 10 entre 1962 e 1963, mas uma falta de de bom material significou que ele não conseguiu manter presença nos tops britânico.

## Discografia

### Singles
- "Walk Hand in Hand" - (1956) - UK Singles Chart - No. 13
- "The Wisdom of a Fool" - (1957) - No. 20
- "Footsteps" - (1960) - No. 36
- "Ring-A-Ding Girl" - (1962) - No. 46
- "Roses Are Red" - (1962) - No. 3
- "If Only Tomorrow" - (1962) - No. 33
- "Say Wonderful Things" - (1963) - No. 6[3]